# Billy Gällros
Sören Olov Billy Gällros, född 2 april 1955 i Stockholm, är en av Sveriges mest meriterade roadracingförare genom tiderna. Gällros vann nio SM-guld under åren 1981-2001 och blev som bäst sexa totalt i VM. Han har tävlat i VM i fyra decennier och vunnit två VM-lopp. Han är den enda som har varvat alla konkurrenter under en SM-tävling.[källa behövs] År 2014 gjorde han comeback efter sju års uppehåll i den brittiska serien.